# Xian d'Anxi
Pour les articles homonymes, voir Anxi.
Le xian d'Anxi (安溪县 ; pinyin : Ānxī Xiàn) est un district administratif de la province du Fujian en Chine. Il est placé sous la juridiction de la ville-préfecture de Quanzhou.

## Démographie
La population du district était de 1 043 378 habitants en 1999.

## Économie
Le district est renommé pour sa production de thé Oolong (Tieguanyin).

### Lien externe

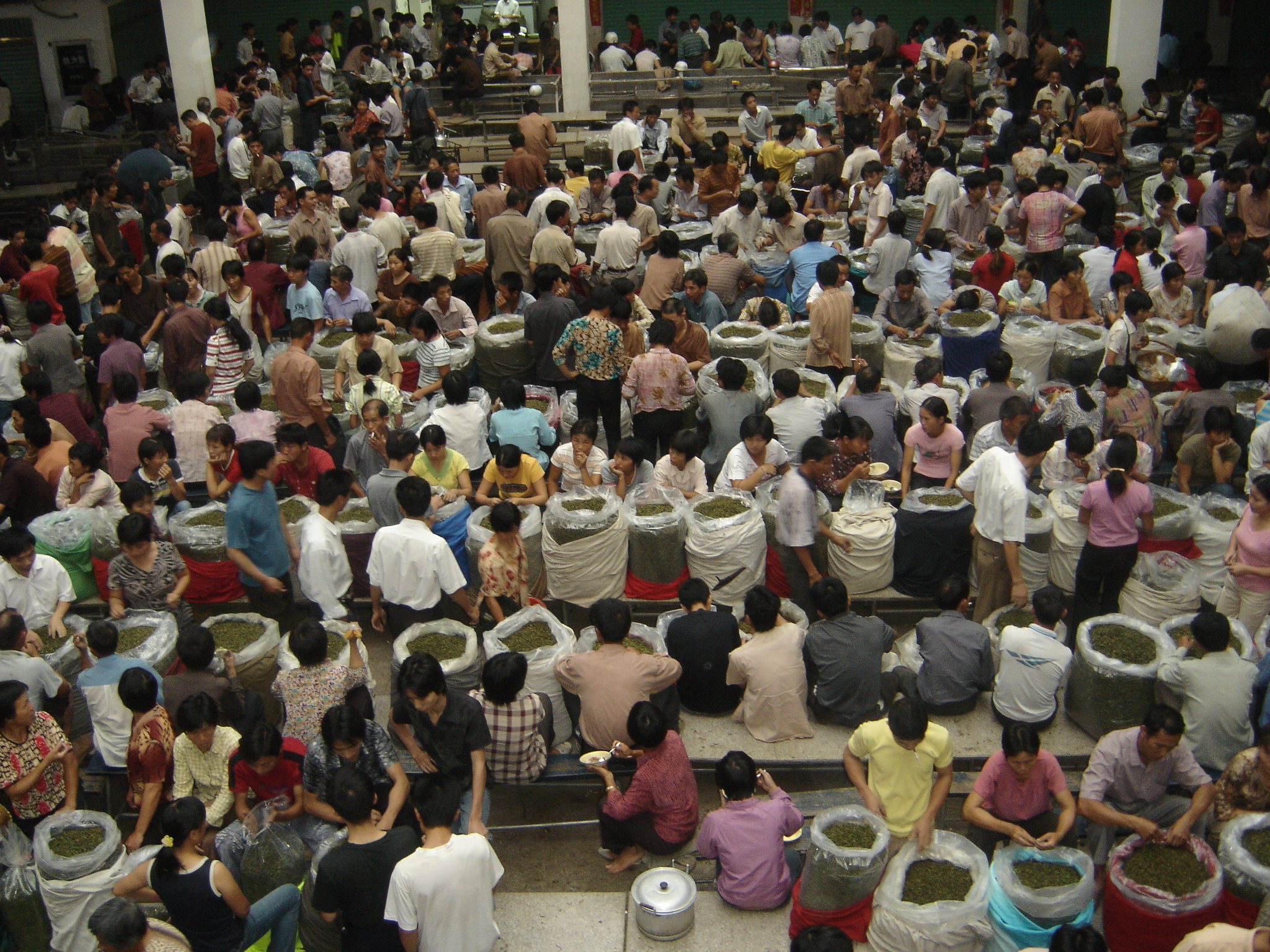
Marché du thé à Anxi

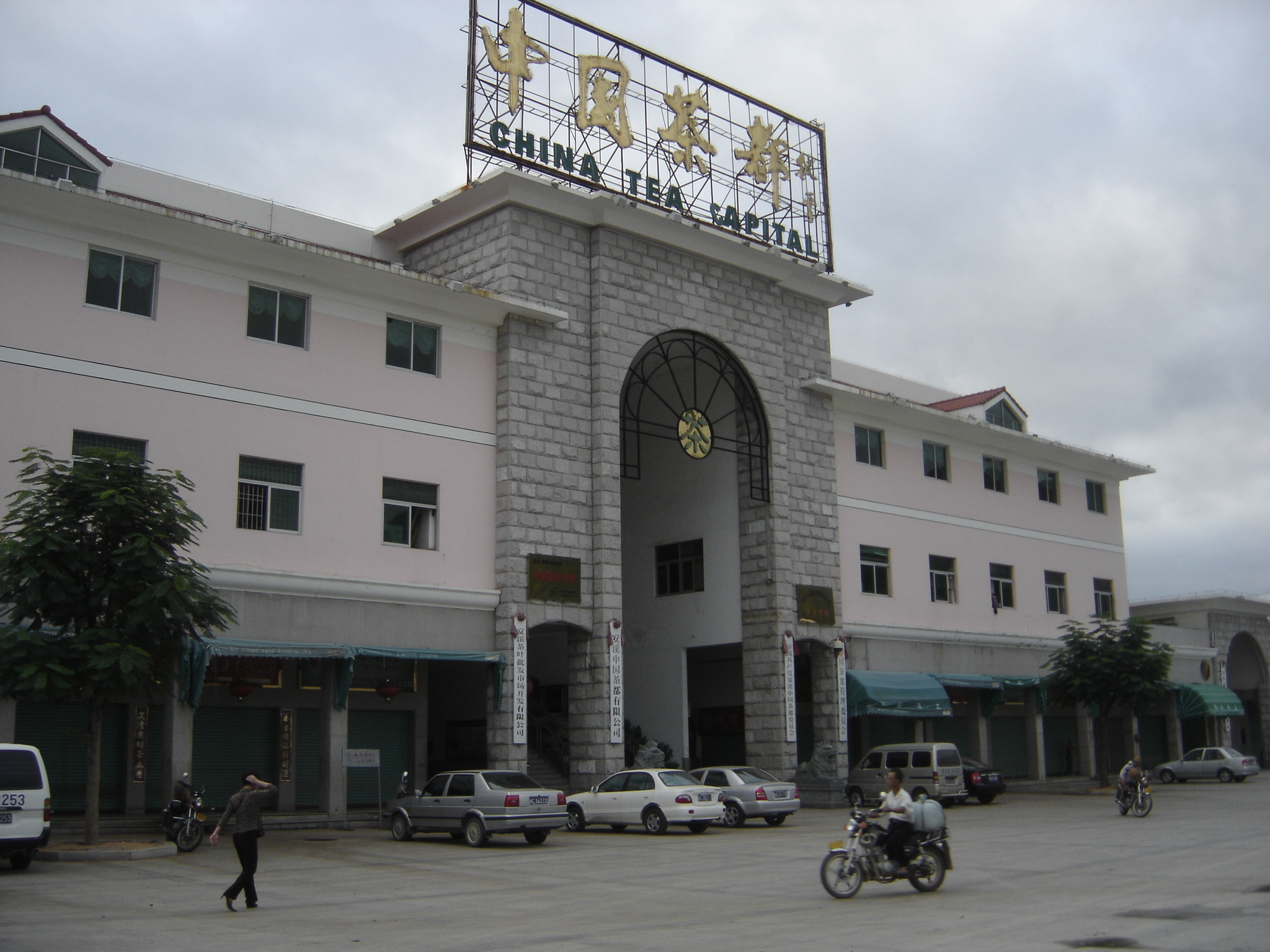
Marché du thé à Anxi